# Mauro Scocco (musikalbum)
Mauro Scocco är den svenske popartisten Mauro Scoccos självbetitlade debutalbum som soloartist. Det kom 1988 på skivmärket The Record Station . Första singeln var Sarah vilken blev 1988 års största hit på Tracks. Nästa singel var Vem är han.

## Låtförteckning
Alla låtar skrivna av Mauro Scocco.

### Sida A
1. "Hem till Stockholm" – 3:27
2. "Sarah" – 4:28
3. "Vem är han" – 3:36
4. "Julia" – 2:56
5. "Ond cirkel" – 3:26

### Sida B
1. "Hur många gånger" – 3:50
2. "Ingen som du" – 3:58
3. "Inget kan stoppa oss nu" – 4:14
4. "Vad ska jag säga" – 3:50
5. "Hon gör mig tokig" – 3:30

CD-versionen innehåller även låten "Ett hjärta".

## Listplaceringar
| Lista (1988) | Topplacering |
| ------------ | ------------ |
| Sverige      | 1            |

### Fotnoter
1. ↑  Information i Svensk mediedatabas.
2. ↑  Placeringar på den svenska albumlistan

Den här artikeln är helt eller delvis baserad på material från engelskspråkiga Wikipedia.